# Esther Cañadas

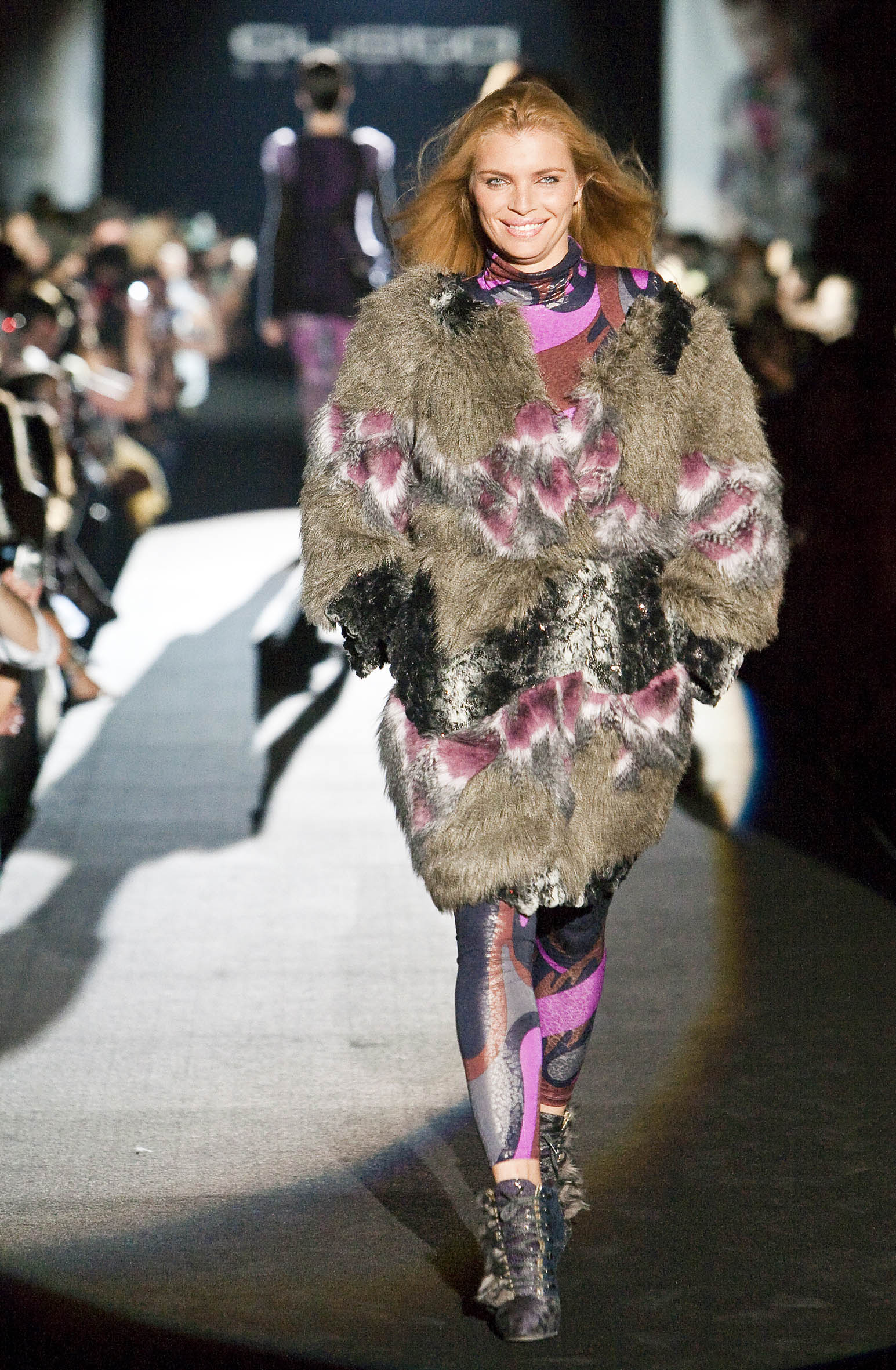
Esther Cañadas (2010)

Esther Cañadas (* 1. März 1977 in Albacete) ist eine spanische Schauspielerin und Model.

## Leben
Ursprünglich wollte Esther Cañadas Kriminologin werden. Aber ihre Mutter überredete sie, mit 14 Jahren das Modeln zu probieren. Nachdem sie einen lokalen Wettbewerb gewonnen hatte, unterschrieb sie einen Vertrag bei Take 2 Agency und modelte fortan national wie international für Marken wie Gucci, Dolce & Gabbana und Versace. Als Schauspielerin debütierte Cañadas 1999 im Kriminalfilm Die Thomas Crown Affäre in der fast textfreien Nebenrolle der Tyrol Knutzhorn.
Auf dem Set eines Werbespots von Donna Karan lernte Cañadas ihren späteren Ehemann, das niederländische Model Mark Vanderloo, kennen. Beide waren von 1997 bis 1999 verheiratet. Anschließend war sie mit dem spanischen Motorradrennfahrer Sete Gibernau liiert. Beide adoptierten gemeinsam im Januar 2004 ein indisches Mädchen. Sie heirateten am 14. April 2007. Die Ehe wurde 2008 geschieden.

## Filmografie (Auswahl)
- 1999: Die Thomas Crown Affäre (The Thomas Crown Affair)
- 2000: Flammen der Leidenschaft – Eine wahre Geschichte (Enslavement: The True Story of Fanny Kemble)
- 2001: Torrente 2: Misión en Marbella
- 2003: Trileros